# 제르진스카야선
제르진스카야선(러시아어: Дзержинская линия)은 노보시비르스크 지하철의 노선이다. 5개 역에 길이는 5.4 km이다. 플로샤디 가가리나 미하일롭스코고 역이 기점이며 졸로타야 니바 역이 종점이다. 노선색은 초록색이다.

## 구간
| 구간                                            | 개통일           |
| ----------------------------------------------- | ---------------- |
| 플로샤디 가가리나 미하일롭스코고 - 시비르스카야 | 1987년 12월 31일 |
| 시비르스카야 - 마르샬라 포크리시키나            | 2000년 12월 28일 |
| 마르샬라 포크리시키나 - 베료조바야 로샤         | 2005년 6월 25일  |
| 베료조바야 로샤 - 졸로타야 니바                 | 2010년 10월 7일  |

## 환승역
|   | 노선          | 환승역       |
| - | ------------- | ------------ |
| 1 | 레닌스카야 선 | 시비르스카야 |

## 차량
두 종류의 4편성 차량인 81-717/714가 이 노선에 운행된다.